# Efekt PEPS
Efekt PEPS (ang. Photoelectochemical photocurrent switching) – zjawisko polegające na zmianie polaryzacji fotoprądu na przeciwną pod wpływem bodźca zewnętrznego, a w szczególności zmiany długości fali padającego światła lub zmiany potencjału elektrody półprzewodnikowej.
Efekt PEPS po raz pierwszy został opisany przez K. Szaciłowskiego i W. Macyka w 2006 roku. Zjawisko to może pozwolić na tworzenie przełączników molekularnych, bramek logicznych i sensorów opartych na układach chemicznych.